# Podei, Bacău
Podei este o localitate componentă a orașului Comănești din județul Bacău, Moldova, România.